# 4-й отдельный гвардейский танковый полк прорыва
4-й отдельный гвардейский танковый полк прорыва — воинское подразделение Вооружённых сил СССР в Великой Отечественной войне.
Сокращённое наименование — 4-й гв. оттп.

## Формирование и организация
4-й гвардейский танковый полк прорыва сформирован на основании Директивы НКО № 1104913сс от 12.10.1942 г. в Московском АБТ Центре (Костерево - Ногинск) в октябре 1942 г. на базе 578-го отб 215-й танковой бригады.
8 февраля 1944 г. на основании Директивы ГШКА № Орг/3/305374 от 08.02.1944 г. переформирован в 394-й гв. тяжелый самоходно-артиллерийский полк.

## Подчинение
В составе действующей Армии:
- с 02.11.1942 по 24.01.1943 года.
- с 11.05.1943 по 12.08.1943 года.
- с 15.11.1943 по 14.02.1944 года.

| Дата            | Фронт (округ)             | Армия                  | Корпус | Бригада | Примечания |
| --------------- | ------------------------- | ---------------------- | ------ | ------- | ---------- |
| 01.11.1942 года | РВГК                      |                        |        |         |            |
| 01.12.1942 года | Донской фронт             | 21-я армия             |        |         |            |
| 01.01.1943 года | Донской фронт             |                        |        |         |            |
| 01.02.1943 года | РВГК                      |                        |        |         |            |
| 01.03.1943 года | Приволжский военный округ |                        |        |         |            |
| 01.04.1943 года | Приволжский военный округ |                        |        |         |            |
| 01.05.1943 года | Московский военный округ  |                        |        |         |            |
| 01.06.1943 года | Западный фронт            | 11-я гвардейская армия |        |         |            |
| 01.07.1943 года | Западный фронт            | 11-я гвардейская армия |        |         |            |
| 01.08.1943 года | Брянский фронт            | 11-я гвардейская армия |        |         |            |
| 01.09.1943 года | Московский военный округ  |                        |        |         |            |
| 01.10.1943 года | Московский военный округ  |                        |        |         |            |
| 01.11.1943 года | Московский военный округ  |                        |        |         |            |
| 01.12.1943 года | 3-й Украинский фронт      |                        |        |         |            |
| 01.01.1944 года | 3-й Украинский фронт      | 46-я армия             |        |         |            |
| 01.02.1944 года | 3-й Украинский фронт      | 46-я армия             |        |         |            |

## Боевой и численный состав полка
Сформирован по штату № 010/267.
В составе 21 танка КВ-1С, численностью 214 человек или английских тяжелых танков MK.VI «Черчилль», численностью 206 человек.
Звание «гвардейский» с утверждением этого штата присваивалось сразу по директиве на формирование полка. Задача такой части — в тесном взаимодействии с пехотой и артиллерией прорывать глубоко эшелонированную оборону противника.

## Боевой путь

### 1942
26 октября 1942 г. убыл на Юго-Западный фронт, где поступил в состав 21-й армии. При совершении марша с места разгрузки в район сосредоточения вышло из строя 4 KB-1С - три по вине завода (отказ электрооборудования у двух KB-1С и поломка топливного насоса у одного) и один по вине механика-водителя (сгорел главный фрикцион).
17 ноября получил боевую задачу - поддержать атаку 76-й стрелковой дивизии. Командир полка с командирами рот провели необходимую рекогносцировку и увязали действия со своей пехотой.
Атака началась 19 ноября в 8.30 после артиллерийской подготовки:"При выполнении ближайшей задачи роты действовали успешно, продвигаясь вперед, делая проходы для пехоты, подавляя огневые точки и живую силу противника".
К 24 ноября 1942 года полк имел в своем составе 14 боеспособных KB-1С. На следующий день 8 из них поддерживали атаку 76-й стрелковой дивизии, но неудачно: не была проведена разведка противника, не изучен его передний край и система огня. В результате боя было безвозвратно потеряно 3 KB-1С (сгорели) и 3 подбито, убито 1 человек и 1 пропал без вести.
26 ноября 1942 года полк повторил атаку.
1 декабря 1942 г. полк, имея 9 боеготовых KB-1С на понтонах переправился через Дон, и на следующий день в 11.00 после артподготовки участвовал в атаке, поддерживая пехоту 76-й стрелковой дивизии в районе высоты 131,7. Бой шел до 16.00, потери составили 6 танков, которые остались на территории противника. Позже выяснилось, что 3 машины сгорели, а три были разбиты, часть экипажей погибла, а часть попала в плен. Еще три танка в ходе боя вышли из строя по техническим причинам.
8 декабря 1942 г. 5 KB-1С поддерживали пехоту 207-го стрелкового полка 51-й стрелковой дивизии в атаке на населенный пункт Карповка. Танки двинулись вперед в 9.30 после артподготовки, и к 11.30 прорвали оборону противника, дав возможность своей пехоте занять немецкие позиции. Однако при дальнейших попытках продвинуться вперед, машины полка попали под сильный артогонь, и отошли на исходные позиции. В ходе боя танкисты подавили 19 пулеметных гнезд, 22 ПТО и 2 минометных батареи. Свои потери составили: 2 сгоревших KB-1С (один сгорел еще в момент подхода к переднему краю), 2 подбитых и 1 вышел из строя по техническим причинам, 2 человека убито, 5 ранено и 10 пропало без вести (в танках, оставшихся на территории противника). Впоследствии выяснилось, что экипаж одного KB-1С полностью погиб в сгоревшем танке.
К 14 декабря 1942 г. полк вывели во фронтовой резерв. К этому времени в его составе имелось всего 2 КВ-1С, эвакуированных с поля боя. На следующий день полк передал эти машины танковому батальону 4-й мотострелковой бригады, а сам был выведен в резерв Ставки ВГК.

### 1943
4 апреля 1943 года 4-й гвардейский танковый полк прорыва прибыл в Тулу, где через два дня получил «танковые маршевые роты с боевой матчастью - 21 KB-1С из 7-го запасного танкового полка, г. Челябинск. Состав маршевых рот - 112 человек, из них участников боев - 39, орденоносцев - 3».
С 4 апреля по 5 мая 1943 г. полк занимался боевой подготовкой, сколачиванием рот и части в целом.9 мая 1943 г. полк погрузился в эшелоны, 11 мая прибыл на станцию Козельск, и совершив марш, поступил в состав 16-го гвардейского стрелкового корпуса 11-й гвардейской армии. До 7 июля танкисты занимались изучением переднего края, изучали маршруты и увязывали взаимодействие с пехотными частями.
11 июля три КВ-1С под командованием командира 4-й роты ст. лейтенанта Рудик проводили разведку боем совместно с батальоном 16-го стрелкового корпуса. Но из-за ошибки командира, все танки сбились с курса, свернули в овраг и застряли в болоте. Задача выполнена не была.
Еще перед началом наступления полк провел испытания танков KB-1С с установленными на них Катковыми минными тралами на немецких и трофейных минах. Тралами была оснащена одна рота, которая должна была двигаться в первом эшелоне.
12 июля 1943 г. полк перешел в наступление, поддерживая части 16-го стрелкового корпуса. Танки двигались боевым порядком «линия», впереди шли KB-1С с тралами, за ними группы разграждения - рота 84-го мотоинженерного саперного батальона. Пехотинцы повзводно были закреплены «за танками по их тактическим номерам, а также были установлены сигналы взаимодействия пехоты с танками». Для поддержки полка были выделены две батареи 16-го гаубичного артполка. Боем танковых рот по радио руководил командир полка, следовавший за боевыми порядками своих танков. Задача дня была выполнена, но потери танкистов были значительными - 18 KB-1С подорвалось на минах, 2 человека погибло и 7 было ранено. При этом повреждения были таковы, что у большинства танков сорвало катки, а у шести — катки вырвало вместе с балансирами. Тем не менее, к вечеру следующего дня удалось восстановить 11 машин. В этом бою особенно успешно действовала 2-я танковая рота гвардии капитана Черняева, танки которой были оснащены тралами. Она проделала 8 проходов в проволочных заграждениях и минных полях, и «вышла на южные скаты высоты 238,2, чем отрезала пути отхода всей дудинской группировки, которая была уничтожена огнем с места, а остатки ее сдались в плен пехоте 49 гв. сд».
13 - 14 июля танки полка продолжали преследование отходившего противника, взаимодействуя с частями 16-го гв. стрелкового корпуса. В ходе боев было уничтожено 8 орудий, подбита самоходка, разрушено 14 пулеметных гнезд. Свои потери составили 2 KB-1С сгоревших от артогня, 2 человека было убито и 5 ранено.
Особенно успешно танкисты действовали 15 июля, когда 8 КВ-1С во главе с командиром полка подполковником Максимовым атаковали населенный пункт Холмищи. В ходе боя пехота 46-й гвардейской стрелковой дивизии была отрезана от танков огнем, но Максимов, не дожидаясь ее подхода, на своем KB-1С вышел на северо-западную окраину Холмище. В результате этого, путь отхода немецкой пехоты оказался под огнем, и она была вынуждена прорываться через поляну к лесу, попадая под обстрел других KB-1С полка. В результате, было уничтожено 65 человек, а 20 сдались танкистам в плен и были переданы своей пехоте. Кроме того, экипажи полка захватили использовавшийся немцами танк Т-34, захватили зенитную батарею, уничтожили 88-мм орудие, 3 ПТО и две минометных батареи.
19 июля 1943 года полк, находившийся в резерве армии, имея на ходу 13 танков был срочно переброшен к деревне Столбчее, где в 18.30 танки противника потеснил пехоту 77-го гв. стрелкового полка, начавшего отход. Встав в засаду, KB-1С во взаимодействии с самоходками 1453-го самоходно-артиллерийского полка, подпустили танки противника на 500 метров, открыв внезапный огонь во фланг. В результате, 5 машин загорелись, а остальные отошли, положение было восстановлено.
До 28 июля, танки полка вели бои за Успенский, потеряв тут 4 KB-1С сгоревшими и подбитыми, 19 человек убитыми и 2 ранеными. 
18 августа 1943 года 4-й гв. танковый полк прорыва вывели в резерв Ставки ВГК, и передислоцировали в Тульский военный танковый лагерь. Здесь до 16 октября он занимался боевой подготовкой, при этом дважды получал танки КВ-1С (с рембаз), которые затем маршевыми ротами отправлялись на фронт.
20 октября 1943 г. полк получил на укомплектование 12 СУ-152 и один командирский KB-1С, и 5 ноября 1943 г. убыл на 3-й Украинский фронт.

## Командный состав полка
Командиры полка
- Маковский, майор (в ноябре 1942 ранен)
- Максимов Владимир Георгиевич, подполковник, на 07.1943 года.

Начальники штаба полка
- Асташкин Иван Михайлович, майор, на .12.1942 года.

Заместитель командира полка по строевой части
Заместитель командира полка по технической части
Заместитель командира по политической части

## Награды и наименование
| Награда                      | Дата | За что получена  |
| ---------------------------- | ---- | ---------------- |
| Почётное звание«Гвардейский» |      | При формировании |